# استانداری کرمان
استانداری کرمان یک نهاد مرتبط سازمان امور اداری کشور و نمایندهٔ دولت جمهوری اسلامی ایران در استان کرمان است که در شهر کرمان واقع شده است.

## پیشینه
به‌دلیل قدمت ساختمان قدیمی استانداری کرمان و فضای محدود آن، در ۱۹ خرداد ۱۳۸۸ عملیات احداث ساختمان جدید در وسعت ۲۴ هزار و ۳۰۰ متر مربع آغاز گردید. این ساختمان دارای ۶ طبقه است و در کنار خانه شهر کرمان قرار دارد. در زمان ساخت، تخریب خانه شهر به‌منظور احداث در ورودی ساختمان استانداری مطرح شد که با واکنش رسانه‌ها و ثبت ملی آن در سال ۱۳۹۶ توسط میراث فرهنگی ناکام ماند.

## مدیریت
استان کرمان دارای ۲۵ شهرستان و ۶۴ بخش است. همچنین در شهرستان‌های رفسنجان و سیرجان، فرمانداری ویژه ایجاد شده است.

### فرمانداری‌ها
- فرمانداری ارزوئیه
- فرمانداری انار
- فرمانداری بافت
- فرمانداری بردسیر
- فرمانداری بم
- فرمانداری جیرفت
- فرمانداری رابر
- فرمانداری راور
- فرمانداری رفسنجان
- فرمانداری رودبار جنوب
- فرمانداری ریگان
- فرمانداری زرند
- فرمانداری سیرجان
- فرمانداری شهربابک
- فرمانداری عنبرآباد
- فرمانداری فاریاب
- فرمانداری فهرج
- فرمانداری قلعه گنج
- فرمانداری کرمان
- فرمانداری کوهبنان
- فرمانداری کهنوج
- فرمانداری منوجان
- فرمانداری نرماشیر[۵]

### ساختار داخلی
- حوزه استاندار
  - دفتر استاندار
  - اداره‌کل حراست
  - هسته گزینش
  - اداره‌کل روابط عمومی
  - دفتر بانوان و خانواده
  - دفتر بازرسی، مدیریت عملکرد و امور حقوقی
  - بسیج ادارات
- معاونت سیاسی امنیتی و اجتماعی
  - دفتر معاونت سیاسی، امنیتی و اجتماعی
  - دفتر اتباع و مهاجرین خارجی
  - دفتر امور اجتماعی و فرهنگی
  - دفتر امور سیاسی و انتخابات
  - دفتر امور امنیتی انتظامی
  - اداره‌کل پدافند غیرعامل
- معاونت هماهنگی امور عمرانی
  - دفتر معاونت هماهنگی امور عمرانی
  - دفتر امور روستایی و شوراها
  - دفتر امور شهری و شوراها
  - دفتر فنی امور عمرانی و حمل‌ونقل و ترافیک
  - اداره‌کل مدیریت بحران
- معاونت هماهنگی امور اقتصادی
  - دفتر معاونت هماهنگی امور اقتصادی
  - اداره‌کل هماهنگی امور اقتصادی
  - دفتر هماهنگی امور سرمایه‌گذاری و اشتغال
- معاونت توسعه مدیریت و منابع
  - دفتر معاونت توسعه مدیریت و منابع
  - اداره‌کل امور اداری و مالی
  - دفتر برنامه‌ریزی نوسازی و تحول اداری
  - مدیریت فناوری اطلاعات و شبکه دولت[۶]